# Philipp Modersohn
Philipp Modersohn (* 1986 in Bremen) ist ein deutscher Bildhauer.

## Biografie
Philipp Modersohn wurde 1986 als Sohn der Schriftstellerin Marina Bohlmann-Modersohn und des Künstlers Heinrich Modersohn geboren, Otto Modersohn war sein Urgroßvater.
Modersohn studierte von 2007 bis 2013 Bildende Kunst an der Universität der Künste in Berlin und Visual Arts an der Columbia University in New York (2009–2010). 2014 erhielt er das SFF Atelierstipendium. Mehrere Einzel- und Gruppenausstellungen folgten. Modersohn lebt und arbeitet in Berlin.

## Werke
Modersohns Werke erscheinen als Reflexionen geologischer Vorgänge wie Verfestigung, Verdrängung, Erosion und Sedimentation. Die materielle Grundlage seiner Plastiken – ob in Sand, Beton, Metall oder Glas – bildet zumeist das Gestein, das die verschiedensten „Aggregatzustände“ annimmt: von fest verbunden, über bereits verwittert, bis hin zum nur lose arrangierten Granulat.
Modersohns Arbeiten lassen sich sowohl als Objekt als auch als Prozess lesen. Die durchaus ambivalenten Objekte beziehen sich einerseits auf globale Naturphänomene, andererseits aber auch explizit auf die Rolle des Menschen dabei. Die endgültige Ausformung der Objekte selbst wird allerdings nicht vom Künstler allein bestimmt, sondern entsteht im Zusammenspiel zwischen Gestalter und Prozess. Dadurch lassen die Werke sich nicht genau ein- und zuordnen und referenzieren ohne explizit zu benennen.

## Einzelausstellungen
- 2020: attitudes of heat, Galerie Guido W. Baudach, Berlin
- 2017: SiO2go, Galerie Guido W. Baudach, Berlin
- 2016: verbacken & verwittern, Oldenburger Kunstverein, Oldenburg[3]
- 2016: BLOCKPARADE, Bernhard-Brasch-Platz, Neuruppin
- 2015: Turbulenzen im Teich, Galerie Guido W. Baudach, Berlin

## Gruppenausstellungen
- 2020: Etwas mehr als Arbeit, Kunstverein Göttingen, Göttingen
- 2019: Well Prepared, Wiensowski & Harbord (Bunker), Berlin
- 2018: Manifestations, Galerie Guido W. Baudach, Berlin
- 2018: Ich bin ein Riss, ich will durch Wände gehen, Salon Dahlmann, Berlin
- 2018: In media res, Hiromi Yoshii, Tokyo
- 2018: Ausstellen des Ausstellens, Staatliche Kunsthalle Baden-Baden
- 2017: Art Cologne, Köln[4]
- 2017: Fountain of Youth, Reiter Galerie, Leipzig[5]
- 2014: Tiergarten. Die Punktierung der Sphärenarena, Correction Lines, Berlin
- 2013: Meisterschülerausstellung, Universität der Künste Berlin
- 2012: Handlungsbereitschaft II, Kunstsaele, Berlin
- 2011: Layers of presence, Sophiensaele, Berlin
- 2010: Thesis Show, Columbia University, New York